# 로절린드 해리스

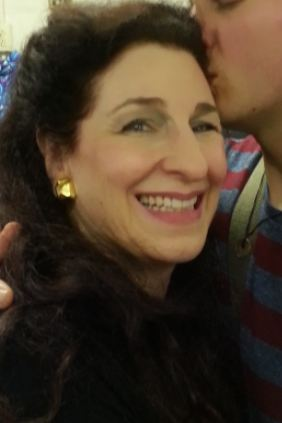

로절린드 해리스(영어: Rosalind Harris, 1950년 3월 19일 ~ )는 미국의 배우이다.

## 영화
- 미시즈 산타 클로스 (1996년)
- 지붕 위의 바이올린 (1971년)